# شاپرک نقب‌زن کلمبیا
شاپرک نقب زن کلمبیا (نام علمی: Acrolophus pusilla) نام یک گونه از تیره شاپرکان نقب‌زن است.